# 1937–1938-as magyar jégkorongbajnokság
A 2. első osztályú jégkorong bajnokságban öt csapat indult el. A mérkőzéseket 1937. december 9. és 1938. január 31. között rendezték meg a Városligeti Műjégpályán.
A bajnokságot a Budapesti Korcsolyázó Egylet csapata nyerte meg.

## OB I. 1937–1938
|    | Csapat          | M | GY | D | V | GK    | Pont |
| -- | --------------- | - | -- | - | - | ----- | ---- |
| 1. | BKE I.          | 8 | 6  | 1 | 1 | 56–12 | 13   |
| 2. | BBTE            | 8 | 6  | 0 | 2 | 38–12 | 12   |
| 3. | Ferencvárosi TC | 8 | 4  | 2 | 2 | 18–8  | 10   |
| 4. | BKE II.         | 8 | 1  | 2 | 5 | 8–51  | 4    |
| 5. | Amateur HC      | 8 | 0  | 1 | 7 | 4–42  | 1    |

## A bajnokság végeredménye
1. Budapesti Korcsolyázó Egylet I.

2. Budapesti Budai Torna Egylet

3. Ferencvárosi TC

4. Budapesti Korcsolyázó Egylet II.

5. Amateur Hockey Club

## A BKE I. bajnokcsapata
Apor Mihály, Békési Pál, Halmay Zoltán, Hubai István, Hűvös István, Jeney Zoltán, Lónyai-Lifka Róbert, Margó György, Miklós Sándor, Róna László